# Ferma animalelor
Ferma animalelor este o nuvelă distopică scrisă de George Orwell. Publicată în Anglia în 17 august 1945, cartea reflectă evenimentele care au dus la și din perioada numită era lui Stalin (1927–1953) înainte de al Doilea Război Mondial. Orwell, fiind un socialist democrat și membru al Partidului Independent al Clasei Muncitoare timp de mulți ani, l-a criticat pe Iosif Stalin și a suspectat Stalinism-ul de la Moscova după experiențele sale cu NKVD în timpul Războiului Civil Spaniol. Într-o scrisoare către Yvonne Davet, Orwell a descris Ferma animalelor ca fiind romanul său „contra lui Stalin”.
Titlul original era Ferma animalelor: O fabulă, însă editorii din Stalele Unite au renunțat la O fabulă în ediția din 1946. Dintre toate traducerile din timpul vieții lui Orwell, numai Telugu a păstrat titlul original. Alte variante ale titlului includ: O satiră și O satiră contemporană. Orwell a făcut sugestia ca traducerea în franceză a titlului să fie Union des républiques socialistes animales, amintind de numele francez al Uniunii Sovietice, Union des républiques socialistes soviétiques, care se abreviază URSA, ceea ce înseamnă „urs” în latină.
Revista Time a ales cartea ca fiind una dintre cele mai bune 100 de romane scrise în limba engleză (între 1923 și 2005), la numărul 31 pe lista celor mai bune romane din secolul XX. A câștigat un Premiul Hugo retrospectiv în 1996 și este inclusă între Marile cărți ale Occidentului.

## Privire de ansamblu
Romanul critică nu numai coruperea revoluției pe care conducătorii ei o practică, dar și modul în care indiferența, răutatea, ignoranța, lăcomia și miopia distrug orice posibilitate a unei utopii. În timp ce acest roman înfățișează conducătorii corupți ca fiind un defect al revoluției (și nu revoluția însăși), arată și modul în care ignoranța și indiferența posibilă față de problemele din cadrul unei revoluții pot permite să se întâmple orori dacă nu se face o trecere calmă către un guvern al clasei muncitoare.

### Animalismul
Animalismul este o oglindire prin alegorie a Uniunii Sovietice, mai ales între anii 1910 și 1940, dar și evoluția modului în care au practicat-o revoluționarii și guvernul din Rusia. Acest termen a fost inventat de mult respectatul porc Seniorul cel bătrân. Porcii Snowball, Napoleon și Squealer adaptează ideile Seniorului cel bătrân sub forma unei așa-zise filozofii, pe care o numesc Animalism. La scurtă vreme, Napoleon și Squealer încep să se răsfețe cu vicii și obiceiuri umane (consumul de alcool, dormitul în pat, schimbul de mărfuri). Squealer primește sarcina de a modifica Cele Șapte Porunci pentru a legitima această umanizare, care reprezintă optimizarea teoriei comuniste de către guvernul sovietic pentru a o face mai degrabă o reformare a capitalismului decât un substitut al acestuia.

## Personajele și copia lor din viața reală
Evenimentele și personajele din Ferma animalelor satirizează Stalinismul („Animalism”), guvernul autoritar și prostia omenească în general; Snowball este considerat a fi Leon Trotsky iar conducătorul porcilor, Napoleon, este Stalin.
Seniorul cel bătrân este considerat a fi o combinație între Marx și Lenin

### Porcii
Seniorul cel bătrân (Ferma animalelor)
Un vier premiat, de rasă Middle White este cel care inspiră de fapt Mișcarea de protest din carte. Potrivit unei interpretări, el îl poate reprezenta fie pe  Karl Marx (prin faptul că descrie o societate ideală pe care o pot crea animalele dacă oamenii sunt înfrânți), fie pe Vladimir Lenin (prin faptul că au expus craniul său în văzul tuturor, la fel cum au făcut cu corpul lui Lenin îmbălsămat). Totuși, potrivit afirmațiilor lui Christopher Hitchens: „persoanele lui Lenin și Trotsky sunt combinate într-una singură [i.e., Snowball], sau, se poate chiar [...] spune, că Lenin nu este deloc acolo.”
Napoleon
„Un vier de rasă Berkshire gras, mai degrabă fioros, singurul Berkshire de la fermă, nu prea vorbăreț, însă având reputația că face tot ce vrea”, Napoleon, este principalul tiran și răufăcător din Ferma animalelor; el îl reprezintă pe Iosif Stalin. El își mărește progresiv puterea, folosindu-se de cățeii pe care i-a luat de la părinții lor, câinii Jessie și Bluebell, și pe care îi antrenează să fie răi, formând poliția lui secretă. După ce îl alungă pe Snowball de la fermă, Napoleon prinde mai multe puteri, folosind o propagandă falsă, susținută de Squealer și amenințări și intimidări din partea câinilor pentru a ține sub control celelalte animale. Printre altele, el schimbă treptat regulile pentru propriul său interes. Până la sfârșitul cărții, Napoleon și ceilalți porci învață să meargă pe două picioare și încep să se comporte asemenea oamenilor împotriva cărora s-au răsculat la început.
În prima versiune franceză a romanului Ferma animalelor, Napoleon este numit César, pronunțat în franceză Caesar, deși o altă traducere îl numește Napoléon.
Snowball (Bulgărul de Zăpadă)
Rivalul lui Napoleon. El este probabil o aluzie la Lev Troțki, deși combină idei de la Lenin. Are încrederea majorității animalelor, dar este înlăturat de la conducere de Napoleon. Snowball lucrează ingenios pentru bunul mers al lucrurilor în fermă și creează planuri pentru a ajuta animalele să înțeleagă viziunea sa asupra utopiei egalității, dar Napoleon și câinii săi îl fugăresc din fermă, pe motivul fals că ar fi malefic și corupt și a sabotat în secret eforturile animalelor pentru a îmbunătăți ferma. În biografia lui Orwell, Bernard Crick afirmă că Snowball a fost inspirat de liderul Partidului Muncitoresc al Unificării Marxiste Andrés Nin ca Troțki. Nin a fost un adept împotriva regimului Comunist căzând victimă în timpul Războiului Civil Spaniol .
Squealer
Un porcar mic și gras care era „mâna dreaptă” a lui Napoleon și ministrul propagandei. A fost inspirat de Viaceslav Molotov și de ziarul sovietic Pravda. Squealer manipulează limbajul pentru a se scuza, justifica și preamări toate acțiunile lui Napoleon. El reprezintă propaganda lui Stalin folosită pentru a-și justifica actele teribile. Acesta trăiește în lux urmându-și interesele proprii. Folosește discursuri demagogice, complicate și încurcate, justificând astfel nevoia de lux a porcilor. Când întebările persista, amenință poporul cu întoarcerea Dl. Jones, fostul proprietar al fermei, pentru a justifica privilegiul porcilor. Squealer folosește statistici mincinoase pentru a convinge animalele că viața merge din ce în ce mai bine. Multe din animale au doar amintiri vagi dinainte de revoluție, totuși ele sunt convinse.
Minimus
Un porc poet care scrie al doilea și al treilea imn al „Fermei Animalelor” după ce intonarea fostului imn „Bestiile Angliei” este interzis.
The Piglets (Purcelușii)
Văzuți ca fii ai lui Napoleon, ei sunt prima generație de animale care sunt de acord cu ideea de inegalitate între animale. Ei pot fi comparați cu o generație crescută sub regimul lui Lenin.
The Rebel Pigs (Porcii rebeli)
Patru porci care se plâng de preluarea fermei de către Napoleon, dar sunt reduși la tăcere rapid și mai târziu executați. Aceasta se bazează pe Marea Epurare din timpul regimului lui Stalin.
Pinkeye (Ochi roz)
Un porcușor menționat o singură dată; el gustă mâncarea lui Napoleon pentru a fi sigur că nu este otrăvită, angajat din cauza zvonurilor încercării de asasinare a șefului.

## Ediții în limba română
- George Orwell,  Ferma animalelor, Editura Univers, București, 1992;
- George Orwell,  Ferma animalelor, Colecția Biblioteca Polirom, Editura Polirom, Iași, 2002, 216 pagini, ISBN 973-681-041-0
- George Orwell, Ferma animalelor, Tradus din limba engleză de Mihnea Gafița, Iași, Editura Polirom, 2012, 194 de pagini, ISBN 978-973-46-2287-0
- George Orwell, Ferma animalelor, tradus din limba engleză de Ona Frantz, Editura Polirom, 2018, ISBN 9789734673797

## Citate
- Bailey83221 (12 mai 2006). „Animal Farm suppression”. LiveJournal.
- Bott, George (1968) [1958]. Selected Writings. London, Melbourne, Toronto, Singapore, Johannesburg, Hong Kong, Nairobi, Auckland, Ibadan: Heinemann Educational Books. pp. 13–14, 23. ISBN 0-4351-3675-5.
- Dag, O. (19 decembrie 2004). „George Orwell: The Freedom of the Press”. orwell.ru. Arhivat din originalul de la 6 martie 2005. Accesat în 31 iulie 2008.
- Davison, Peter (2000). „George Orwell: Animal Farm: A Fairy Story -- 'A Note on the Text'”. England: Penguin Books. Arhivat din originalul de la 12 decembrie 2006. Accesat în 12 iunie 2009.
- doollee.com. „Wooldridge Ian - playwright”. Arhivat din original la 7 mai 2008. Accesat în 31 iulie 2008.
- Grossman, Lev (2005). „The Complete List / TIME Magazine - ALL-TIME 100 Novels”. TIME magazine. Arhivat din original la 19 octombrie 2005. Accesat în 31 august 2008.
- Hitchens, Christopher. Unacknowledged Legislation: Writers in the Public Sphere. Verso. p. 38. Accesat în 26 septembrie 2008.
- Christian Lowe (editor) (10 martie 2006). „Defense Tech: CIA, Movie Producer”. Accesat în 31 iulie 2008.
- Moran, Daniel. Critical Essays - Animal Farm and the Russian Revolution. CliffsNotes. p. 39. Accesat în 31 august 2008.
- Orwell, George (martie 1947). „Preface to the Ukrainian Edition of Animal Farm”. Arhivat din original la 24 octombrie 2005. Accesat în 12 iunie 2009.
- Taylor, David John (2003). Orwell: The Life. H. Holt. p. 197. ISBN 0-8050-7473-2.
- Woolridge, Ian. „Ian Wooldridge - Animal Farm”. Arhivat din original la 27 iunie 2008. Accesat în 31 iulie 2008.

## Vezi și
- Animals, album de Pink Floyd